# Griffin Gluck
Griffin Alexander Gluck, född 24 augusti 2000 i Los Angeles i Kalifornien, är en amerikansk skådespelare. Inom TV har han synts som Charlie i Red Band Society, Mason Warner i Private Practice och Danny Gannon i Back in the Game. Han har också haft en gästroll som Sam Ecklund i American Vandal på Netflix och samt rollen som Gabe i Locke & Key, även den på Netflix. I filmer syns han som Rafe Khatchadorian i Middle School: The Worst Years of My Life och Jack Dunkleman i Netflix-filmerna Tall Girl och Tall Girl 2. Han har också haft en huvudroll i filmen Big Time Adolescence.